# Reakcja Hecka
Reakcja Hecka – reakcja chemiczna substytucji polegająca na przyłączeniu nienasyconego związku organicznego (np. nienasyconego halogenku lub triflatu lub silanu) do alkenu z utworzeniem nowego wiązania węgiel-węgiel lub węgiel-azot. Reakcja ta zachodzi w silnie zasadowych warunkach i wymaga katalizy metaloorganicznej. Najczęściej katalizatorami są kompleksy palladu i rodu.
Nazwa pochodzi od nazwiska odkrywcy, amerykańskiego chemika Richarda Hecka, laureata Nagrody Nobla w dziedzinie chemii w 2010 r.

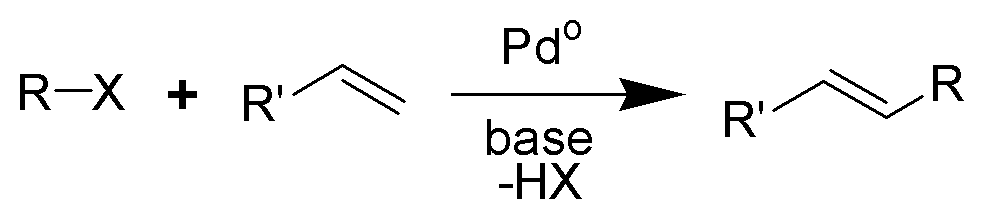
Ogólny schemat reakcji Hecka, X = halogen, triflan, lub grupa silanowa lub silanolowa

Reakcja ta zachodzi zwykle w sposób stereoselektywny – prowadząc do powstania większej ilości izomerów trans niż cis.

## Mechanizm reakcji
Mechanizm reakcji Hecka ma dość typowy przebieg dla reakcji chemicznych katalizowanych związkami metaloorganicznymi. Aktywnymi katalitycznie związkami są kompleksy palladu i rodu na zerowym stopniu utlenienia. Związki te jednak są wysoce niestabilne i dlatego zwykle otrzymuje się je in situ z prekursorów, w którym metal centralny występuje na II stopniu utlenienia.
Na poniższym przykładowym schemacie w pierwszym etapie reakcji octan palladu(II) jest redukowany przez trifenylofosfinę do palladu(0) (etap I). W II etapie następuje addycja oksydatywna, podczas której atom palladu wchodzi na miejsce dawnego wiązania węgiel-brom. W III etapie powstaje π-kompleks między atomem palladu a alkenem. W etapie IV następuje przekształcenie kompleksu π w σ-kompleks na skutek czego powstaje nowe wiązanie węgiel-węgiel. Czas życia związku przejściowego E jest zwykle na tyle długi, że możliwa jest rotacja wokół wiązania C–C do trwalszego konformeru anti (struktura F o naprężeniach sterycznych mniejszych niż w konformerze syn, tj. E). W etapie V W VI  i VII etapie następuje eliminacja z utworzeniem podwójnego wiązania węgiel-węgiel i odtworzeniem wolnego kompleksu palladu(II), który w etapie VIII ulega reakcji z silną zasadą w wyniku czego odtwarza się aktywny katalitycznie kompleks palladu(0).

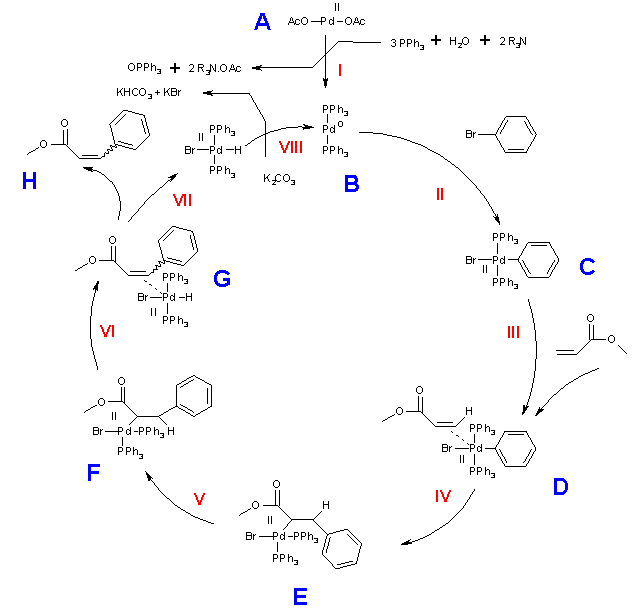
Mechanizm reakcji Hecka

## Zastosowania i odmiany

### Klasyczna postać reakcji
Klasyczna postać reakcji Hecka jest stosowana do syntezy wielu związków chemicznych ze sprzężonymi wiązaniami podwójnymi węgiel-węgiel. Jest m.in. stosowana do produkcji naproksenu stosowanego jako lek przeciwzapalny i metoksycynamonianiu oktylu stosowanego w kremach do opalania jako filtr UV.

Etap syntezy naproksenu, w którym jest wykorzystana reakcja Hecka między pochodną bromonaftalenu i etylenem

Reakcja ta jest też stosowana do syntezy modyfikacji polisiloksanów, np. w celu uzyskania materiału o wysokim współczynniku załamania światła.

Modyfikacja polisiloksanów za pomocą reakcji Hecka

### Reakcja w cieczy jonowej
W środowisku cieczy jonowej reakcja Hecka zachodzi bez udziału ligandów fosforowych w strukturze katalizatora. Gdy katalizator jest osadzony na podłożu z porowatego silikażelu, reakcja może zachodzić w środowisku wodnym, a katalizator można wielokrotnie odzyskiwać.

Reakcja Hecka w środowisku cieczy jonowej

### Utleniające arylowanie
Za pomocą reakcji Hecka można przeprowadzić utleniające arylowanie, w wyniku którego powstaje pierścień tetrahydrofuranowy (zaznaczony na czerwono) między dwoma pierścieniami arylowymi. Pierwszy etap procesu przebiega zgodnie z klasycznym cyklem katalitycznym reakcji Hecka, jednak na etapie produktu przejściowego addycji syn następuje substytucja ligandu palladowego przez grupę hydroksylową, co zamyka pierścień tetrahydrofuranowy.

Utleniające arylowane za pomocą reakcji Hecka

### Reakcja z udziałem amin
W wersji z udziałem amin reakcja Hecka może doprowadzić od powstania wiązania azot-węgiel, zamiast węgiel-węgiel. W przykładowym procesie, oksym zawierający silnie elektronoakceptorową grupę  pentafluorobenzoilową reaguje wewnątrzcząsteczkowo z dienem przyłączonym do drugiego końca cząsteczki. Rolę silnej zasady pełni w tej reakcji trietyloamina.

Reakcja Hecka z udziałem aminy